# Mobi Oparaku
Mobi Patrick Oparaku (Owerri, 1976. december 1. –) nigériai válogatott labdarúgó.

## Pályafutása

### A válogatottban
1996 és 2003 között 8 alkalommal szerepelt a nigériai válogatottban. Tagja volt az 1996. évi nyári olimpiai játékokon aranyérmet szerzett válogatottnak. Részt vett az 1998-as világbajnokságon.

## Sikerei, díjai
Nigéria U23
- Olimpiai bajnok (1): 1996